# 河合利秀
河合 利秀（かわい としひで、1953年 - ）は、日本の技術者、技能者。

## 人物・経歴
- 1973年 愛知県立名南工業高等学校電気科卒業
- 1973年 名古屋大学理学部物理金工室技術補佐員
- 1974年 同所にて文部技官
- 2004年 国立大学法人名古屋大学　全学技術センター　技術専門員
- 2014年 国立大学法人名古屋大学定年退職、株式会社日本中性子光学
- 2015年 理化学研究所客員研究員
- 2016年 理化学研究所研究主援職員

## 著書
- 『目で見てわかる測定工具の使い方』日刊工業新聞社、2008年3月
- 『目で見てわかる治具・取付具の使い方』日刊工業新聞社、2009年4月
- 『目で見てわかる切削バイトの選び方・使い方』日刊工業新聞社、2011年12月
- 『目で見てわかる穴あけ作業』日刊工業新聞社、2013年2月